# Paul d'Alexandrie
Paul d'Alexandrie est un astrologue égyptien (fl. 378), influencé par le néoplatonisme, auteur d'un Eisagogika (Introduction à l'astrologie).

### Œuvres
- Elementa apotelesmatica, édité par E. Boer, Teubner, Leipzig, 1958, 181 p.
- Paulus Alexandrinus, Introductory Matters, trad. Robert Schmidt, ed. Robert Hand, The Golden Hind Press, Berkeley Springs, WV, seconda edizione, rivista, 1993
- Late Classical Astrology: Paulus Alexandrinus and Olympiodorus, with the Scholia from Later Commentators, trad. Dorian Giesler Greenbaum, ed. Robert Hand, Pubblicazioni ARHAT, Reston, VA, 2001
- Introduzione all'astrologia - Lineamenti introduttivi alla scienza della previsione astronomica, A cura di Giuseppe Bezza, Mimosis, 2000

### Études
- Un commentaire, de 564, à l'Introduction à l'astrologie de Paul d'Alexandrie, écrit en 378, a été attribuée à Olympiodore par L. G. Westerink (L.G. Westerink, Ein astrologisches Kolleg aus dem Jahre 564, in Byzantinische Zeitschrift, 64, 1971, p. 6-21 ; The Greek commentaries on Plato's 'Phaedo' , t. 1 : In Platonis Phaedonem commentaria, North-Holland Publ. Co., 1976, p. 22-23.)
- Un commentaire d'Héliodore, In Paulum Alexandrinum Commentarium, éd. E. Boer, Leipzig, 1962